# گائل مکی
گائل مکی (به انگلیسی: Gael Mackie) ژیمناست زادهٔ ۱۶ دسامبر ۱۹۸۸ میلادی اهل کشور کانادا است.